# Pityeja tigridata
Pityeja tigridata är en fjärilsart som beskrevs av W. Warren 1909. Pityeja tigridata ingår i släktet Pityeja och familjen mätare. Inga underarter finns listade i Catalogue of Life.